# Meinong
Meinong, (美濃區,  Měinóng qū, Hakka: Mì-nùng khî) ist ein Bezirk der Stadt Kaohsiung im Süden von Taiwan. Die meisten der etwa 42.000 Einwohner von Meinong (Stand 2011) gehören der Volksgruppe der Hakka an. Der eher ländliche Bezirk ist stark von der traditionellen Kultur der Hakka geprägt und ein beliebtes Ausflugsziel für Touristen.

## Geografie und Klima
Meinong liegt nordöstlich vom eigentlichen Stadtkern Kaohsiungs. Es grenzt im Westen an den Bezirk Qishan, im Norden an den Bezirk Shanlin, im Osten an den Bezirk Liugui und im Süden und Südosten an den Landkreis Pingdong (Gemeinden Gaoshu und Sandimen). Meinong bildet topografisch eine von Bergen umgebene und von vielen Wasserläufen durchflossene Ebene, die nach Süden in die Pingtung-Ebene übergeht. Der Bezirk erstreckt sich über etwa 15 km von Nord nach Süd und etwa 9 km von West nach Ost, bei einer Gesamtfläche von 120,0316 km². Es herrscht feucht-heißes tropisches Monsunklima. Bei einer durchschnittlichen Jahrestemperatur von 23 Grad umfasst die jährliche Niederschlagsmenge ca. 1.500 bis 2.000 Millimeter.

## Geschichte
Zur Herkunft des Namens Meinong gibt es verschiedene Erklärungsansätze. Einer weit verbreiteten Ansicht nach könnte der Name von der Ortsbezeichnung Malang aus der Sprache der vormals dort ansässigen Ureinwohner herrühren. Daraus wurde im 18. Jahrhundert in der Sprache der einwandernden Hakka Minung (瀰濃). Während der japanischen Herrschaft über Taiwan wurde die Schreibung zur heutigen Form 美濃 (hochchinesische Aussprache: Měinóng) geändert.
Im Zuge einer Einwanderungswelle vom chinesischen Festland während des 18. Jahrhunderts kamen viele Chinesen, zumeist Angehörige der Hakka-Volksgruppe, nach Meinong, dessen Boden fruchtbar war und sich dank des Wasserreichtums der Region gut für die landwirtschaftliche Erschließung eignete. In dieser Zeit entstanden in Meinong viele Sanheyuan (三合院, traditionelle chinesische Gehöfte, deren Grundriss einem Hufeisen oder einem U mit rechtwinkligen Ecken ähnelt), von denen heute noch einige wenige erhalten sind.
Im 20. Jahrhundert erlangte Meinong vor allem als Tabakanbau-Gebiet Bedeutung.

## Tourismus
Meinong ist einer der vier sogenannten „Hakka-Bezirke“ der Stadt Kaoshiung. Die schöne Landschaft und die traditionelle Hakka-Kultur Meinongs ziehen ganzjährig viele Touristen und Ausflügler an.

### Sehenswürdigkeiten

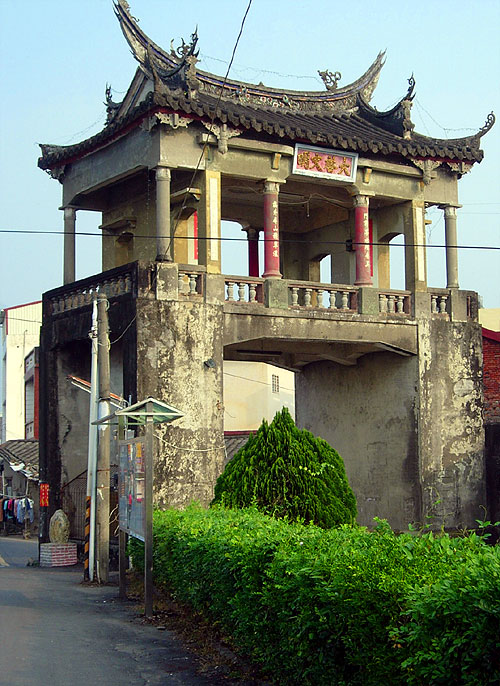
Der Turm des ehemaligen Osttores

Meinong besitzt viele kulturelle Sehenswürdigkeiten aus mehr als zweihundert Jahren Geschichte. An der ältesten und früher belebtesten Straße Yong-An befindet sich der erhalten gebliebene Torbogen des Hauses des Tabakmagnaten Lin Chun-Yu. Die Farben der Ziegelsteine und der Keramik auf dem Bogen sind verblasst, aber auf der Fassade ist noch eine Inschrift über den Wohlstand der Familie zu sehen.
Ein weiteres beliebtes Fotoobjekt ist das alte Osttor von Meinong aus dem Jahr 1755.
Das Hakka-Kulturmuseum von Meinong (美濃文物館 Meinong Wenwu Guan) ist architektonisch landwirtschaftlichen Gebäuden zum Anbau und zur Produktion von Tabak und anderen Erzeugnissen nachgebildet. In der Ausstellungshalle befindet sich eine Ausstellung zur Geschichte Meinongs.

### Traditionelles Handwerk
Beliebte Souvenirs sind Ölpapierschirme, die schon während der japanischen Kolonialzeit exportiert wurden. Die schönen Schirme schützen sowohl vor Regen als auch vor Sonne. Da in der Hakka-Sprache die Bezeichnung der Schirme ähnlich wie „Kinder haben“ klingt, sind sie traditionell ein beliebtes Hochzeitsgeschenk für frisch verheiratete Paare, um diesen reichen Kindersegen zu wünschen.
Bis heute werden in Meinong traditionelle dunkelblaue Hemden, eine typische Kleidung der Hakka, hergestellt. Stand das schlichte Gewebe früher für den Fleiß und die Sparsamkeit der Hakka, so ist es heute auch ein beliebtes Souvenir für Besucher Meinongs.

### Traditionelle Küche
Die verhältnismäßig gute Umwelt- und Wasserqualität in Meinong wirken sich vorteilhaft auf den Anbau von Reis, Gemüse und Obst aus. Reis aus Meinong wird als eine der „zehn hochwertigen Spezialitäten von Kaohsiung“ gelobt. Ein bekanntes Reisprodukt sind die flachen Bantiao-Nudeln die man in vielen Geschäften und Restaurants von Meinong und vor allem in der Meixing-Straße finden kann.